# Clementina (São Paulo)
Pour les articles homonymes, voir Clementina.
Clementina est une municipalité brésilienne de l'État de São Paulo et de la Microrégion de Birigüi.

## Démographie
| Évolution de la population (municipalité) | Évolution de la population (municipalité) | Évolution de la population (municipalité) | Évolution de la population (municipalité) |
| Année                                     | Population                                |                                           | %±                                        |
| ----------------------------------------- | ----------------------------------------- | ----------------------------------------- | ----------------------------------------- |
| 1960                                      | 10 103                                    |                                           | —                                         |
| 1970                                      | 5 247                                     |                                           | −48,1%                                    |
| 1980                                      | 4 298                                     |                                           | −18,1%                                    |
| 1991                                      | 4 883                                     |                                           | 13,6%                                     |
| 2000                                      | 5 404                                     |                                           | 10,7%                                     |
| 2010                                      | 7 065                                     |                                           | 30,7%                                     |
| 2022                                      | 6 982                                     |                                           | −1,2%                                     |
| ,                                         |                                           |                                           |                                           |